# Застінка (Росія)
Застінка (рос. Застенка) — село у Камизяцькому районі Астраханської області Російської Федерації.
Населення становить 563 особи. Входить до складу муніципального утворення Раздорська сільська рада.

## Історія
Населений пункт розташований на території українського етнічного та культурного краю Жовтий Клин. Від 1925 року належить до Камизяцького району.
Згідно із законом від 6 серпня 2004 року органом місцевого самоврядування є Раздорська сільська рада.

## Населення
| 2002 | 2010 | 2013 |
| ---- | ---- | ---- |
| 570  | ↘494 | ↗563 |